# Pimenta dioica
Pimenta dioica, comummente conhecida como pimenta-da-jamaica ou pimenta-de-coroa, é uma espécie de árvore da família das mirtáceas, que chega a medir 10 metros. Os seus frutos secos são utilizados como condimento, combinando facilmente com outras especiarias e conferido um odor semelhante a um misto de canela, pimenta negra e noz moscada.

## Etimologia
No que toca ao nome científico:
- O nome genérico, Pimenta, provém do castelhano "pimienta", por alusão às semelhanças que as plantas deste género têm com as do género Piper, onde se inclui a pimenta-preta.[1]

- o epíteto específico, dioica, resulta da aglutinação dos étimos gregos antigos di (dois) e oikos (casas)[1][4] e serve para assinalar que esta espécie é dióica[5], isto é, tem as flores masculinas e femininas separadas, em pés diferentes.

## Descrição
Tal espécie de árvore possui casca lisa e acinzentada, folhas coriáceas, flores em cimeiras axilares e frutos bacáceos. Nativa da América Central e Caribe, sua madeira é própria para o fabrico de bengalas, e a casca, os frutos e as sementes são estimulantes, carminativos, aromáticos e sucedâneos da pimenta-do-reino. Também é conhecida, no Brasil, pelos nomes de murta-pimenta e pimenta.
As folhas desta árvore têm aplicações medicinais (ex.: em males ginecológicos ou como analgésico) e no fabrico de cosméticos e perfumes. A madeira utiliza-se para construção de móveis e de edifícios rurais. As flores são úteis para a produção de mel e as árvores para o ensombramento de cafezais, como cercas vivas ou como ornamentais. É nativa dos neotrópicos aos quais se restringe a sua distribuição actual (México, Belize, El Salvador, Guatemala, Honduras, Nicarágua, Cuba e Jamaica).

## Culinária
O seu sabor é bastante apreciado e lembra a combinação de canela, noz-moscada e cravo-da-índia. O interior dos frutos contém duas sementes que depois de beneficiadas dão um sabor especial às conservas, e servem para condimentação de carnes e mariscos. A pimenta-da-jamaica branca é ideal para carnes brancas, maioneses e molhos brancos, por ser mais suave. A preta é indicada para carnes vermelhas. A pimenta moída serve para aromatizar bolos, biscoitos, pudins, carnes, sopas e molhos. A Jamaica é o maior produtor com cerca de 70% da produção mundial.

## Uso como medicamento tradicional
A Pimenta Dioica é utilizada principalmente na América Latina como fitoterápica. Na Jamaica, chás com ela são comuns para remediação de resfriados, cólicas e dores estomacais. Já na Costa Rica, utiliza-se como medida para dores na região abdominal e diabetes. Na Guatemala, utilizam tal planta em contusões, dores articulares e dores musculares. Em Cuba, costumam usar a Pimenta Dioica associada a outras ervas, comumente na  bebida típica denominada “Pru”, para alívio da indigestão.